# Sandro Theler
Sandro Theler (Brig, Suiza, 15 de diciembre del 2000) es un futbolista suizo. Su posición es defensa y su actual club es el Yverdon-Sport FC de la Challenge League de Suiza.

## Trayectoria

### Inicios y FC Sion
Sus inicios fueron con el FC Brig-Glis de la sexta categoría del fútbol suizo donde llegó en el año 2008, en el año 2013 pasa al FC Saxon Sports y un año después llega a los equipos juveniles del FC Sion, paso por las categorías Sub-18 y Sub-21 hasta que en el año 2020 fue ascendido al primer equipo.
Debutó con el club el 28 de junio de 2020 en un encuentro de la Superliga de Suiza ante el FC Basel entrando de cambio al minuto 50' por Dimitri Cavaré.
El 4 de enero del 2022 se hace oficial su renovación hasta 2024.

### Yverdon-Sport FC
El 21 de junio de 2022 se hizo oficial su préstamo por un año al Yverdon-Sport FC. El 15 de julio debuta en liga con el club en la victoria 2-1 sobre FC Stade-Lausana-Ouchy entrando de cambio al 76'.

## Selección nacional
Ha jugado para la selección de Suiza en las categorías Sub-15, Sub-16 y Sub-17.

## Estadísticas

### Clubes
Actualizado al último partido jugado el 12 de diciembre de 2023.
| F. C. Sion · Suiza | 1.ª                 | 2019-20             | 5  | 0 | 0 | 0 | — | — | 5  | 0 | 0    |
| F. C. Sion · Suiza | 1.ª                 | 2020-21             | 27 | 0 | 2 | 0 | — | — | 29 | 0 | 0    |
| F. C. Sion · Suiza | 1.ª                 | 2021-22             | 5  | 0 | 1 | 0 | — | — | 6  | 0 | 0    |
| F. C. Sion · Suiza | 2.ª                 | 2023-24             | 1  | 0 | 1 | 0 | — | — | 2  | 0 | 0    |
| F. C. Sion · Suiza | Total club          | Total club          | 38 | 0 | 4 | 0 | 0 | 0 | 42 | 0 | 0    |
| Yverdon-Sport FC · Suiza                                                                                                  | 2.ª                 | 2022-23             | 13 | 0 | 2 | 0 | — | — | 15 | 0 | 0    |
| Yverdon-Sport FC · Suiza                                                                                                  | Total club          | Total club          | 13 | 0 | 2 | 0 | 0 | 0 | 15 | 0 | 0    |
| Total en su carrera | Total en su carrera | Total en su carrera | 51 | 0 | 6 | 0 | 0 | 0 | 57 | 0 | 0.00 |
| (1) Incluye datos de Copa Suiza. (2) Incluye datos de Liga Europa de la UEFA. (3) No incluye goles en partidos amistosos. |                     |                     |    |   |   |   |   |   |    |   |      |